# 長久手本線料金所

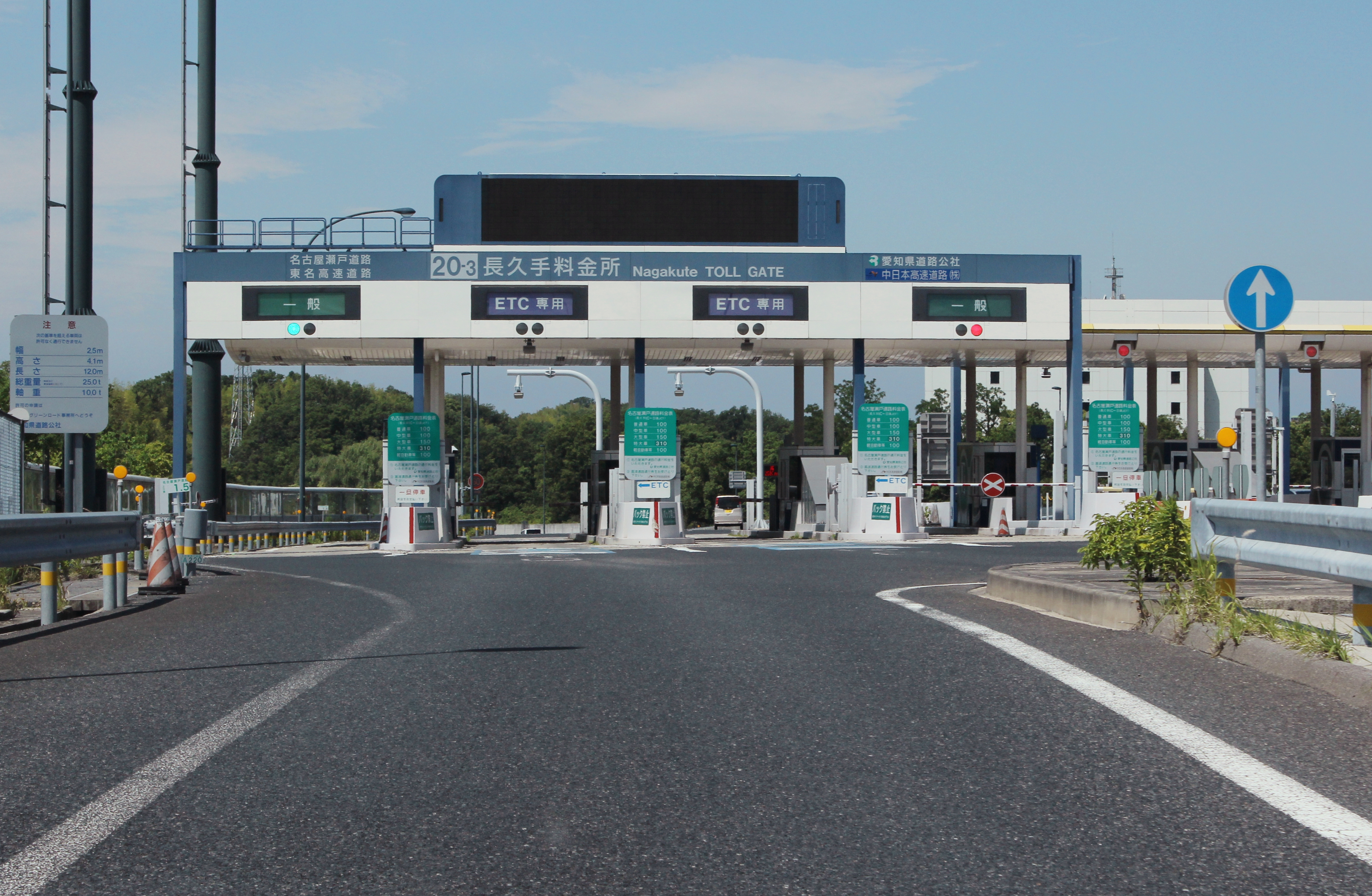
長久手本線料金所。長久手ICと本線が合流した直後に位置する。

長久手本線料金所（ながくてほんせんりょうきんじょ）は、愛知県長久手市にある名古屋瀬戸道路の本線料金所である。

## 料金所
- ブース数 : 12

### 東名方面
ここで名古屋瀬戸道路の料金を精算し、通行券を渡す（ETCの場合は通過を記録する）。
- ブース数 : 4
  - ETC専用 : 2
  - 一般 : 2

### 長久手方面
東名高速と名古屋瀬戸道路の料金を合併収受。
- ブース数 : 8
  - ETC専用 : 2
  - 一般 : 6

## 隣のインターチェンジ
名古屋瀬戸道路
(20-2) 日進JCT - 長久手TB - (20-3) 長久手IC